# シドニー交響楽団
シドニー交響楽団（シドニーこうきょうがくだん、Sydney Symphony Orchestra）は、オーストラリア連邦シドニーに本拠地を置くオーケストラである。

## 沿革
1932年にオーストラリア放送協会が24人の音楽家を集め、ラジオ・ドラマの付随音楽の演奏等をさせていたのが始まり。1934年にハミルトン・ハーティが来演したことで、シドニーに本格的なオーケストラの創設が叫ばれるようになり、1936年には雇用する音楽家の人数を45人に増員した。それにともなって定期演奏会を行うようになり、オーケストラの本格的な活動が活発化するようになった。
第二次世界大戦中は、ヨーロッパの政情不安のために活動の場を求めてアンタル・ドラティやトマス・ビーチャムといった指揮者やブロニスワフ・フーベルマンやアルトゥル・シュナーベルといったソリストたちが来演している。
第二次世界大戦後、オーストラリア放送協会がシドニー市議会とニューサウスウェールズ州政府による合意を取り付け、団員を82人まで増員し、1946年にシドニー交響楽団として演奏会を開くようになった。1947年にはユージン・グーセンスを首席指揮者に招聘し、現代音楽をふんだんに取り入れたプログラムでコンサートを開くようになった。
1957年にはニコライ・マルコが、1964年にはディーン・ディクソンが、1967年にはモーシェ・アツモンが首席指揮者を務め、1971年にウィレム・ヴァン・オッテルローが首席指揮者に着任してから黄金時代を迎えた。1973年には、グーセンスの時代からの懸案だったシドニー・オペラハウスが完成し、1975年のシーズンからは、そこを本拠に活動するようになった。
オッテルローの急逝を受けて、1979年からルイ・フレモーが首席指揮者に就任し、1982年からは、初のオーストラリア出身の首席指揮者としてチャールズ・マッケラスが迎えられた。1986年にはズデニェク・マーツァルが一時的に首席指揮者に人を引き継いだものの、マーツァルは任期途中の１シーズンで辞任してしまい、２人目のオーストラリア人指揮者となるスチュアート・チャレンダーが後を引き継いだ。
1991年にチャレンダーが急逝すると、エド・デ・ワールトが首席指揮者となり、2000年のシドニーオリンピック開会式では式典の音楽を演奏した。その後、2004年からジャンルイジ・ジェルメッティが首席指揮者を務めた後、2009年からはヴラディーミル・アシュケナージが首席指揮者及び芸術顧問となった。2014年からデイヴィッド・ロバートソンが首席指揮者に就任し、当初の契約を1年延長して2019年まで務めた。2019年12月にシモーネ・ヤングが次期首席指揮者に任命された（初期契約は2022年から3年間）。

### 歴代首席指揮者
- ユージン・グーセンス(1947-1956年)
- ニコライ・マルコ(1957-1961年)
- ディーン・ディクソン(1964-1967年)
- モーシェ・アツモン(1967-1971年)
- ウィレム・ヴァン・オッテルロー(1971-1978年)
- ルイ・フレモー(1979-1982年)
- チャールズ・マッケラス(1982-1985年)
- ズデニェク・マーツァル(1986-1987年)
- スチュアート・チャレンダー(1987-1991年)
- エド・デ・ワールト(1993-2003年)
- ジャンルイジ・ジェルメッティ(2004-2008年)
- ヴラディーミル・アシュケナージ(2009-2013年)
- デイヴィッド・ロバートソン(2014年-2019年)
- シモーネ・ヤング(2022年-)[1][2]